# Ra’il
Ra’il (arab. راعل) – miejscowość w Syrii, w muhafazie Aleppo. W 2004 roku liczyła 1750 mieszkańców.